# Sinningia araneosa
Sinningia araneosa är en tvåhjärtbladig växtart som beskrevs av Chautems. Sinningia araneosa ingår i släktet Sinningia och familjen Gesneriaceae. Inga underarter finns listade i Catalogue of Life.